# Національна академія адміністрації імені Лала Бахадура Шастрі
Національна академія адміністрації імені Лала Бахадура Шастрі (англ. Lal Bahadur Shastri National Academy of Administration, LBSNAA) — дослідницький та вищий навчальний заклад в галузі публічної політики та державного управління в Індії, розташований в передгір'ях Гімалаїв у місті Масурі, штат Уттаракханд; керується союзним урядом Індії.
LBSNAA діє в будівлі колишнього готелю «Чарлевіль», придбаного урядом в 1959 році. Пізніше до неї було додано територію клубу «Хеппі Волей», придбану для утворення спортивного комплексу навчального закладу. Спочатку академія називалася «Національною академією адміністрації», але пізніше вона була перейменована га честь прем'єр-міністра Лала Бахадура Шастрі скоро після його смерті.
Більшість вищих державних посад в Індії ще з часів Ост-Індської компанії вимагають проходження складних іспитів, що проводяться Союзною комісією державної служби (Union Public Service Commission). В академії студенти навчаються чотири місяці до проходження цих іспитів. Після цього навчання продовжують лише майбутні службовці Адміністративної Служби продовжують навчання, а решта студентів переходить до інших навчальних закладів.
Крім того, з 2007 року в академії провояться курси підвищення кваліфікації для сужбовців Індійської Адміністративної Служби, проходження яких обов'язкове через 8 та 15 років роботи. Крім того, тут проводяться багато різних короткотермінових навчальних програм для працівників різноманітних адміністративних установ.
Також в академії проводяться дослідження в галузі державного управління у співпраці з багатьма іншими індійсьми установами.
1. ↑  Aligned ISNI and Ringgold identifiers for institutions // zenodo — 2017. — doi:10.5281/ZENODO.758080